# Organizzazione degli studenti serbi all'estero
L'organizzazione degli studenti serbi all'estero (OSSI) è un'organizzazione internazionale, senza scopo di lucro, non governativa e apolitica fondata da studenti serbi nel 1997. Dall'inizio, OSSI ha cercato di riunire gli studenti serbi all'estero, ha aiutato gli studenti a tornare facilmente al loro paese e ha promosso la Serbia all'estero.
L'organizzazione è centrata a Belgrado con 22 filiali locali in Europa, Nord America, Asia e Australia. Più spesso, l'organizzazione collabora attivamente anche con gli studenti che studiano in Serbia. Oltre a Belgrado, l'organizzazione degli studenti serbi all'estero ha i suoi uffici in altre tre città: Novi Sad, Niš e Banja Luka.
Attraverso vari progetti ed eventi, all'estero e all’interno, OSSI promuove i suoi obiettivi.
Mantenendo le vecchie partnership, lanciando nuovi progetti e ampliando la base dei membri, la nostra organizzazione continuerà a spianare la strada ai nostri studenti in Serbia e Serbia verso il resto del mondo. La composizione dell'organizzazione è cambiata, oggi ci sono un totale di 10.000 membri, di cui 150 attivi. L'organizzazione mantiene vecchie collaborazioni, crea nuovi progetti, e amplia il numero dei membri. Inoltre, l'organizzazione mantiene l'obiettivo più importante, OSSI mantiene la porta aperta per gli studenti che vengono in Serbia e crea percorso per gli studenti Serbi che vanno all'estero. La composizione dell'organizzazione è cambiata, oggi ci sono un totale di 10.000 membri, di cui 150 sono attivi.

## Storia
OSSI è stata formata da un gruppo di studenti Serbi provenienti dall’Europa e Nord America a metà luglio dell’anno 1997. L'organizzazione è nata con l'intento di diventare globale, in forma di rete, che collegherà tutti i gruppi di studenti all'estero e creerà nuovi gruppi in luoghi, in cui i gruppi non sono stati formati precedentemente. L'idea di questa organizzazione è: realizzazione di interessi comuni, rapporto tra gli studenti serbi all'estero, la loro connessione con il loro paese d’origine (Serbia). In pochi mesi di lavoro, l'organizzazione è riuscita a collegare 10 club di studenti serbi negli Stati Uniti, Regno Unito, Francia e Germania. La sede dell'organizzazione si trova attualmente a Belgrado.

### Fondatori
L'organizzazione è stata fondata da un gruppo di 15 studenti serbi negli Stati Uniti e in Europa occidentale. Hanno cercato progressi nei settori della diplomazia, del lavoro accademico, dell'imprenditorialità, delle relazioni internazionali e della politica.
- Jovan Ratković (OSSI presidente 1997–1998), Regno Unito
- Aleksandar Jovović (OSSI presidente 1998–1999), Stati Uniti
- Dejan Andjelković, Stati Uniti
- Ivana Vujić, Stati Uniti
- Milan Zelčević, Canada
- Helena Zdravković, Hartford, Stati Uniti
- Vuk Jeremić, Regno Unito
- Aleksandar Kojić, Stati Uniti
- Milan Milenković, Germania
- Miloš Misajlović, Regno Unito
- Ana Mitrović, Stati Uniti
- Milan Pavlović, Stati Uniti
- Mihailo Petrović, Francia
- Andrej Fajgelj, Francia
- Marko Škorić, Regno Unito

## Obiettivi
L'organizzazione ha molte attività ma gli obiettivi principali di OSSI sono:
- assistenza agli studenti serbi quando vanno a studiare all'estero
- assistenza agli studenti serbi quando tornano in Serbia dopo la laurea
- promozione della Serbia all'estero
- organizzazione di pratiche per acquisire esperienza lavorativa per iniziare lavoro in Serbia
- promozione della collaborazione con organizzazioni simili nel mondo
- creazione di reti di studenti Serbi che studiano all'estero

## Consiglio dell'organizzazione
- Presidente: Aleksandar Ljubomirović
- Vice Presidente: Anđela Janković
- Vice Presidente: Sofija Matić
- Direttore di marketing e relazioni pubbliche: Dijana Avdić
- Direttore del settore per le filiali locali: Nikola Smatlik
- Direttore del settore finanziario: Ana Stambolić
- Direttore del settore legale: Aleksandra Dubovac
- Direttore del settore BA affari interni: Milena Nedeljković
- Presidente Del Consiglio Di Sorveglianza: Aljoša Palija

## Filiali internazionali
Le filiali internazionali di OSSI rappresentano le unità organizzative degli studenti all'estero. Il loro compito principale è quello di lavorare attraverso le loro attività di promozione della Serbia e di riunire gli studenti Serbi nello stato in cui risiedono. Le filiali internazionali sono formate su quattro diversi livelli: college, città regione e stato. OSSI ha attualmente 18 filiali internazionali in Europa, oltre alle filiali negli Stati Uniti e in Canada, così come in Cina e Australia. Oltre alle filiali internazionali all'estero, OSSI ha anche una filiale locale di studenti in Serbia. Le responsabilità della filiale locale sono le seguenti: cooperazione con gli studenti all'estero, creazione di reti per studenti dall'estero nel loro stato d'origine e la realizzazione di progetti OSSI che si svolgono sul territorio Serbo.

### I presidenti delle filiali internazionali
- Stati Uniti: Lena Babuski
- Canada: Stefan Petrović
- Regno Unito: Đorđe Živanović
- Irlanda: Mia Brzaković
- Spagna: Njegoš Janković
- Francia: Jоvan Nedeljković
- Оlanda: Maša Samardžić
- Belgio: Aleksandar Todorović
- Germania: Dijana Avdić
- Svizzera: Jovana Mićić
- Italia: Branislav Stojanov
- Vienna: Sofija Bečanovic
- Slovenia: Milena Nedeljković
- Danimarca: Dino Nikolić
- Norvegia: Jelena Rončević
- Svezia: Nevena Šljivić, Јelena Mišić
- Repubblica Ceca: Aco Lukić
- Grecia: Sonia Porej
- Russia:Maša Bubalo
- Cina: Milica Jordanov
- Australia: Nikola Ilievski
- Ungheria: Teodor Tričković
- Hong Kong: Veljko Kovač

## Progetti

### OSSIlacija
OSSIlacija (Estate e inverno) o L’assemblea annuale dell'organizzazione Ossi  è il progetto più significativo dell'organizzazione, che si svolge due volte l'anno. L'organizzazione crea piani a questo evento. Gli studenti serbi che studiano all'estero partecipano agli eventi in cui loro rappresentano il loro paese all'estero. All'evento determinano l'ulteriore flusso dell'organizzazione, creano suggerimenti, e fanno elezioni e rielezioni. Oscilacija ha anche un carattere cerimoniale, perché alla manifestazione solitamente sono presenti persone importanti di uffici pubblici, governo, ministeri e istituzioni di stato. L'incontro con funzionari statali e membri di governo crea nuove opportunità per gli studenti Serbi. L'ultimo aspetto di questi eventi è certamente informale, poiché l'obiettivo è che gli studenti si conoscono e si uniscono.

### pOSSIbility
Il progetto Possibility è stato creato al fine di ridurre la quantità di studenti serbi che lasciano il loro paese. Inoltre, è stato creato per produrre pratiche per gli studenti serbi che possano fornire loro esperienza lavorativa. Questo progetto stimola la collaborazione e il ritorno degli studenti serbi dall'estero. Il progetto consente gli studenti di applicare conoscenze ed esperienze internazionali nel loro stato d'origine, oltre il progetto partecipare attivamente alla creazione di un ambiente innovativo con le generazioni attuali e future. Con questo progetto, OSSI ha voluto incoraggiare i giovani talenti serbi dando loro l'opportunità di influenzare lo sviluppo del loro stato.

### Summer Networking Event (SNE)
Summer networking event (SNE) o ”Connessione dell'estate”, è uno degli eventi più importanti dell'estate. Si tiene ogni estate nel luogo chiamato Beogradjanka al 6. piano (Masarikova 5/6) questo evento è stato una grande opportunità per i giovani di incontrare, collaborare e incontrare studenti serbi dall'estero e dallo stato.  Inoltre, questo evento è una possibilità unica per gli studenti serbi di fare collegamenti con i partner commerciali dell'organizzazione che partecipano tradizionalmente ogni anno all'evento.I partner che sono presenti all'evento sono: ministri, accademici, titolari di aziende private e altro ancora. Il carattere di questo evento è informale e interattivo. Ogni anno ci sono vari giochi e occasioni che aiutano i partecipanti all’evento ad essere rilassati e senza stress .

### Mladi u pokretu
Il Progetto Giovani in movimento "Mladi u pokretu" aiuta i giovani studenti a trarre ispirazione. Questo progetto offre l’opportunità di aiutare a far capire le proprie aspirazioni nella vita. Fornisce informazioni sui programmi di mobilità. Questo progetto contribuisce a sensibilizzare i giovani e le loro capacità; collabora con importanti istituzioni che rendono possibile questa mobilità e mette a disposizione degli studenti le possibilità di recarsi all’estero.